# Epitome of Illusions
Epitome of Illusions è il terzo album della symphonic black metal band Limbonic Art, pubblicato nel 1998 e prodotto dalla Nocturnal Art Productions.

## Tracce
1. Symphony in Moonlight and Nightmares – 7:57
2. Eve of Midnight – 7:37
3. Path of Ice – 6:17
4. Sources to Agonies – 4:15
5. Solace of the Shadows – 6:55
6. The Black Hearts Nirvana – 10:27
7. Phantasmagorial Dreams (Traccia bonus della ripubblicazione del 2001) – 6:23
8. Arctic Odyssey – 3:44

## Formazione
- Vidar "Daemon" Jensen - voce, chitarra
- Krister "Morpheus" Dreyer - voce, chitarra, tastiere
- Peter Lundell - produzione